# Ernest Georg Sonnin
Ernest Georg Sonnin (Quitzow, Perleberg, 1713 - Hamburgo 1794) foi um arquiteto e engenheiro alemão. Expoente do barroco tardio, atuou em Hamburgo, onde, entre outras coisas, concluiu a igreja de São Miguel, caracterizando o interior com um grandioso plano central (1757; destruída em 1906 por um incêndio, foi reconstruída em 1907-12).
Estudou em Altona (na época dinamarquesa), Halle e Jena, inicialmente teologia e depois matemática. Depois de concluir os estudos, foi para Hamburgo, foi professor particular de latim e matemática e fundou uma oficina de mecânica fina. Devido às suas capacidades de engenharia, foi o principal responsável pela reparação e manutenção de igrejas, especialmente torres. Foi um dos primeiros engenheiros a instalar os novos pára-raios Franklin nas torres da igreja (St. Jakobi) e simplesmente "endireitar" as então tortas torres da igreja de Hamburgo.
De 1750 a 1762, Sonnin, juntamente com Johann Leonhard Prey (1700-1757), construiu a segunda grande Michaeliskirche em Hamburgo, no estilo barroco. De 1777 a 1786, construiu a torre em madeira com revestimento de cobre. Em 1754, construiu o Herrenhaus em Gut Kaden e o pastorado de Westensee. Depois, apareceu principalmente com manutenção, em 1759-60 no Hamburger Dom, em 1762 em St. Nikolai e em 1770 em St. Katharinen. Em 1763 trabalhou no Castelo de Kiel. Entre 1775 e 1781 ergueu a St. Bartholomäus-Kirche do barroco tardio em Wilster. Em 1785, Sonnin foi chamado a Lüneburg, onde trabalhou como arquiteto de uma cidade e de uma mina de sal.
Sonnin trabalhou também como astrónomo e tentou determinar a partir do telhado da Michaeliskirche a posição geográfica exacta de Hamburgo, sendo esta reproduzida nos mapas com grandes desvios em meados do século XVIII.